# Agrogaster
Agrogaster — рід грибів родини больбітієві (Bolbitiaceae). Назва вперше опублікована Дереком Рідом у 1986 році.

### Місця зростання
Зростає під Podocarpus dacrydioides і Podocarpus spicatus на півдні Нової Зеландії.

## Класифікація
До роду Agrogaster відносять 1 вид:
- Agrogaster coneae